# Les Vingt-huit Jours de Clairette (film, 1933)
Pour plus de détails, voir Fiche technique et Distribution.
Les Vingt-huit Jours de Clairette est un film français d’André Hugon, sorti en 1933, et basé sur l'opérette éponyme de Victor Roger (1892).

## Synopsis
Clairette Pastoureau apprend que Bérénice, une ancienne maîtresse de son mari, le poursuit à nouveau de ses assiduités à l'armée où il fait un rappel de 28 jours. Elle revêt l'uniforme d'adjudant et après quelques quiproquos se réconcilie avec son mari. Bérénice se consolera, pour sa part, avec le capitaine du régiment. Ce film est adapté d'un vaudeville-opérette à caleçons et au comique troupier créé en mai 1892 aux Folies-Dramatiques à Paris, qui connut un grand succès jusque dans les années 1950. 
Le livret d'Hippolyte Raymond et Antony Mars jugé désopilant par les critiques de l'époque, sur une musique pimpante de Victor Roger, est inspiré très librement de la vie de la fille du mythique maître d'armes mulâtre montpelliérain Jean-Louis Michel, qui trouva un mari grâce à ses talents d'escrimeuse.

## Fiche technique
- Réalisation : André Hugon
- Scénario et dialogues : Paul Fékété, d'après le livret d'Antony Mars et Hippolyte Raymond (histoire originale)
- Décors : Robert-Jules Garnier
- Photographie : Marc Bujard
- Son : Louis Kieffer
- Montage : Louise Mazier
- Musique : Victor Roger
- Société de production : Société des Établissements L. Gaumont et Les Productions André Hugon
- Société de distribution : Gaumont
- Format : Noir et blanc - Son mono - 1,37:1 - 35 mm
- Genre : Comédie
- Durée : 98 minutes
- Date de sortie : 
  - France : 10 mai 1933

Sources : Bifi et IMDb

## Distribution
- Mireille : Clairette
- Janine Guise : Bérénice
- Armand Bernard : Michonnet
- Antonin Berval : Vivarel (crédité : Berval)
- Rivers Cadet : Benoit
- Lyne Clevers : la première
- Paulette Dubost : Nichette
- Georges Péclet : Gibard
- Robert Hasti : le capitaine
- Adrien Lamy : le vicomte